# Agrochola schaenobaena
Agrochola schaenobaena là một loài bướm đêm trong họ Noctuidae.